# Benson Railton Metcalf Freeman
Benson Railton Metcalf Freeman (* 6. Oktober 1903 in Newbury (Berkshire); † nach 1945) war während des Zweiten Weltkriegs ein britischer Deserteur und Mitglied der Waffen-SS.

## Leben
Freeman diente ab 1924 als Offizier in der britischen Armee, erst im Kings Own Royal Regiment, später als Pilot bei der RAF. Im Jahr 1931 verließ er die Armee und arbeitete als Landwirt; ab 1937 war er Mitglied der British Union of Fascists.
Nach dem Beginn des Zweiten Weltkriegs wurde Freeman erneut zur RAF eingezogen und während des Westfeldzugs eingesetzt. Am 22. Mai 1940 wurde sein Kampfflugzeug über dem französischen Merville von deutschen Truppen abgeschossen. Er überlebte den Abschuss und geriet in Gefangenschaft. Nachdem er die Deutschen von seinem faschistischen Hintergrund überzeugen konnte, wurde Freeman, aus der Reihe der üblichen Kriegsgefangenen ausgeklammert, nach Berlin verbracht und Rudolf Heß vorgestellt. Ab Juni 1942 war er als Propaganda-Offizier auf der Seite des Deutschen Reiches am Krieg beteiligt. Zudem trat er zum 1. Oktober 1944 als SS-Untersturmführer in die Waffen-SS ein und überprüfte Propagandamaterial in der SS-Standarte Kurt Eggers, die von Gunter d’Alquen kommandiert wurde.
Im April 1945 setzte sich Freeman nach Lenggries ab, wo er am 9. Mai von US-Truppen festgenommen wurde. Ein alliiertes Kriegsgericht verurteilte ihn zu 10 Jahren Haft. Sein weiteres Schicksal ist unbekannt.